# Powiat Habelschwerdt

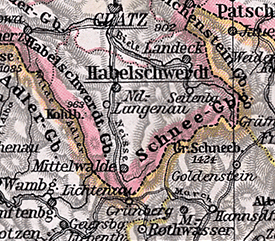
Powiat Habelschwerdt

Powiat Habelschwerdt (niem. Kreis Habelschwerdt, pol. powiat bystrzycki) – niemiecki powiat istniejący w okresie od 1818 do 1945 r. na terenie Śląska.
Powiat powstał w 1818 r., gdy część terytorium powiatu Glatz z Bystrzycą i Lądkiem przekształcono w samodzielny powiat w rejencji dzierżoniowskiej. Po likwidacji tej rejencji w 1820 r. powiat przeniesiono do rejencji wrocławskiej. W 1919 r. zlikwidowano prowincję Śląsk, a powiat Habelschwerdt włączono do prowincji Dolny Śląsk. W 1938 r. zlikwidowano prowincję Dolny Śląsk, a powiat Habelschwerdt włączono do prowincji Śląsk. W 1939 r. Kreis Habelschwerdt przemianowano na Landkreis Habelschwerdt. W 1941 r. zlikwidowano prowincję Śląsk, powiat Habelschwerdt włączono do prowincji Dolny Śląsk. W 1945 r. terytorium powiatu zajęła Armia Czerwona i znalazł się on pod administracją polską.
W 1910 r. powiat obejmował 124 gminy o powierzchni 791,53 km² zamieszkanych przez 56.939 osób.